# Émiéville
Émiéville ist eine französische Gemeinde mit 626 Einwohnern (Stand: 1. Januar 2022) im Département Calvados in der Region Normandie. Sie gehört zum Arrondissement Caen und zum Kanton Troarn. Die Einwohner werden als Émiévillais bezeichnet.

## Geografie
Émiéville liegt rund 12 Kilometer ostsüdöstlich des Zentrums von Caen. Umgeben wird die Gemeinde von Banneville-la-Campagne im Nordwesten und Norden, Saint-Pair im Nordosten und Osten, Argences im Südosten, Bellengreville im Süden, Frénouville im Südwesten sowie Cagny in westlicher Richtung.

## Bevölkerungsentwicklung
| Jahr                             | 1793 | 1831 | 1876 | 1926 | 1946 | 1968 | 1990 | 2016 |
| Einwohner                        | 180  | 196  | 168  | 111  | 75   | 198  | 356  | 598  |
| Quelle: Cassini, EHESS und INSEE |      |      |      |      |      |      |      |      |

## Sehenswürdigkeiten
- Kirche Nativité-de-Notre-Dame aus dem Jahr 1958; der Neubau befindet sich an der Stelle einer 1944 während des Zweiten Weltkrieges zerstörten Kirche, deren Glockenturm als Monument historique klassifiziert war
- Schloss aus dem 16./17. Jahrhundert, seit 1973 Monument historique
- Eingangsportal aus dem 18. Jahrhundert, seit 1972 Monument historique

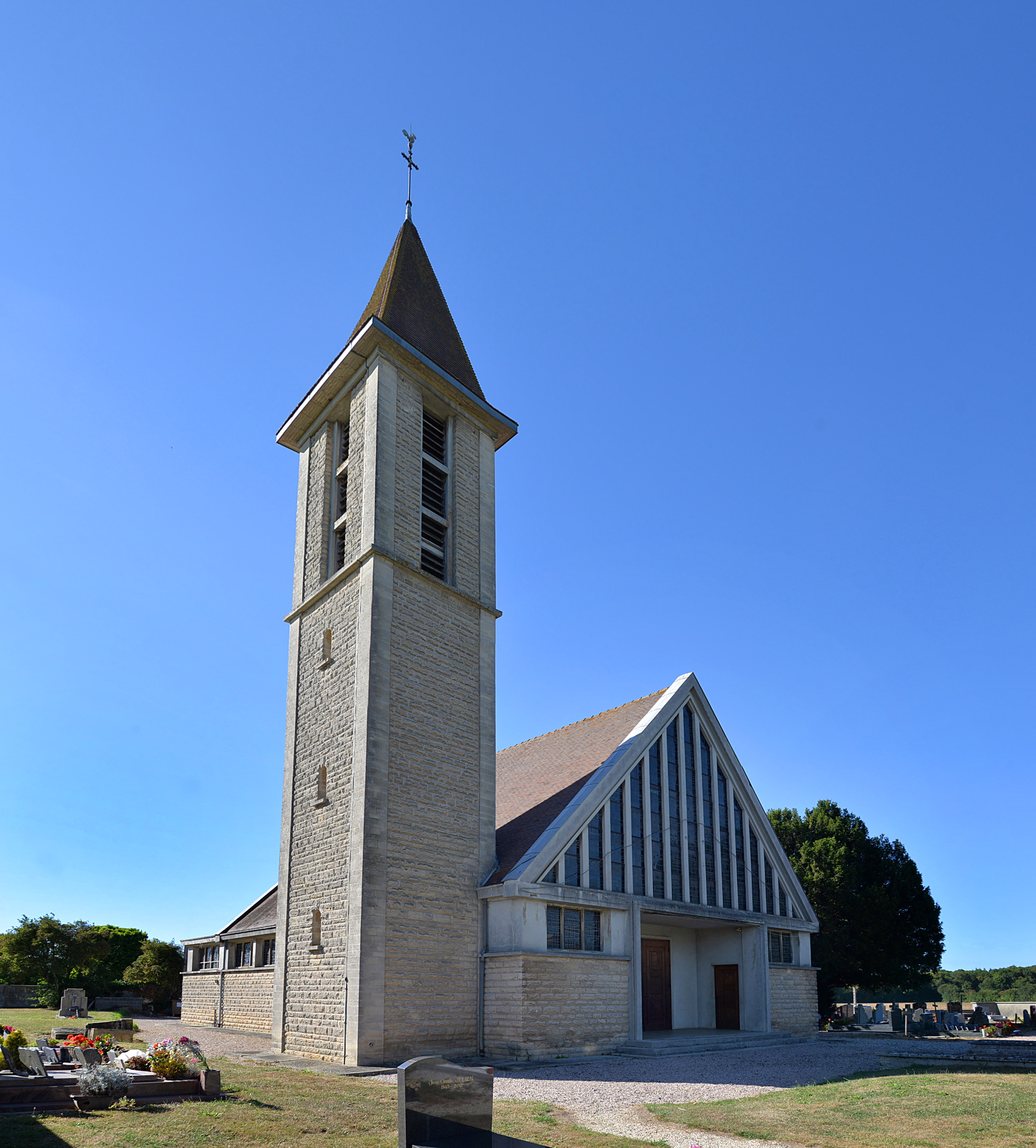
Kirche Nativité-de-Notre-Dame
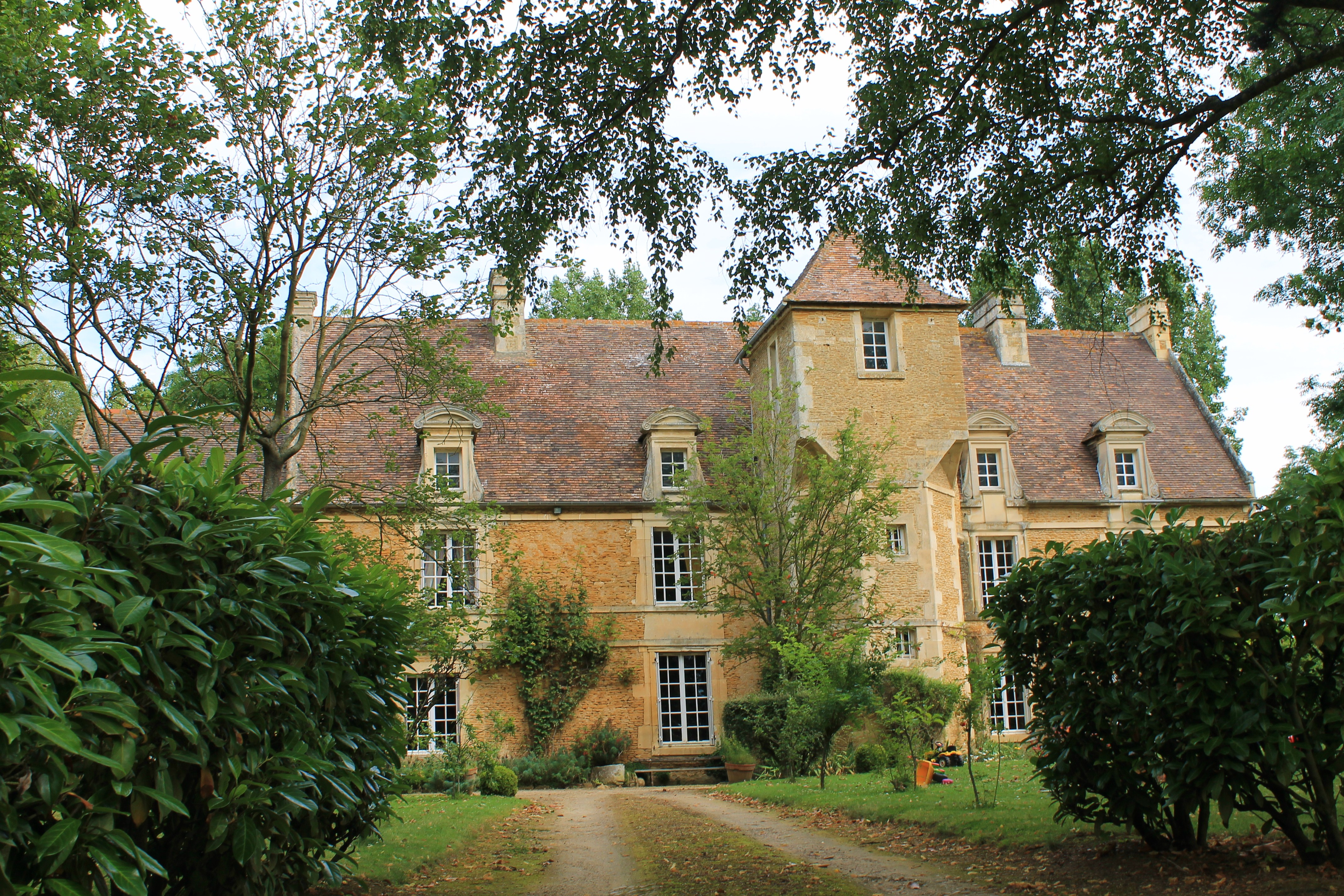
Schloss
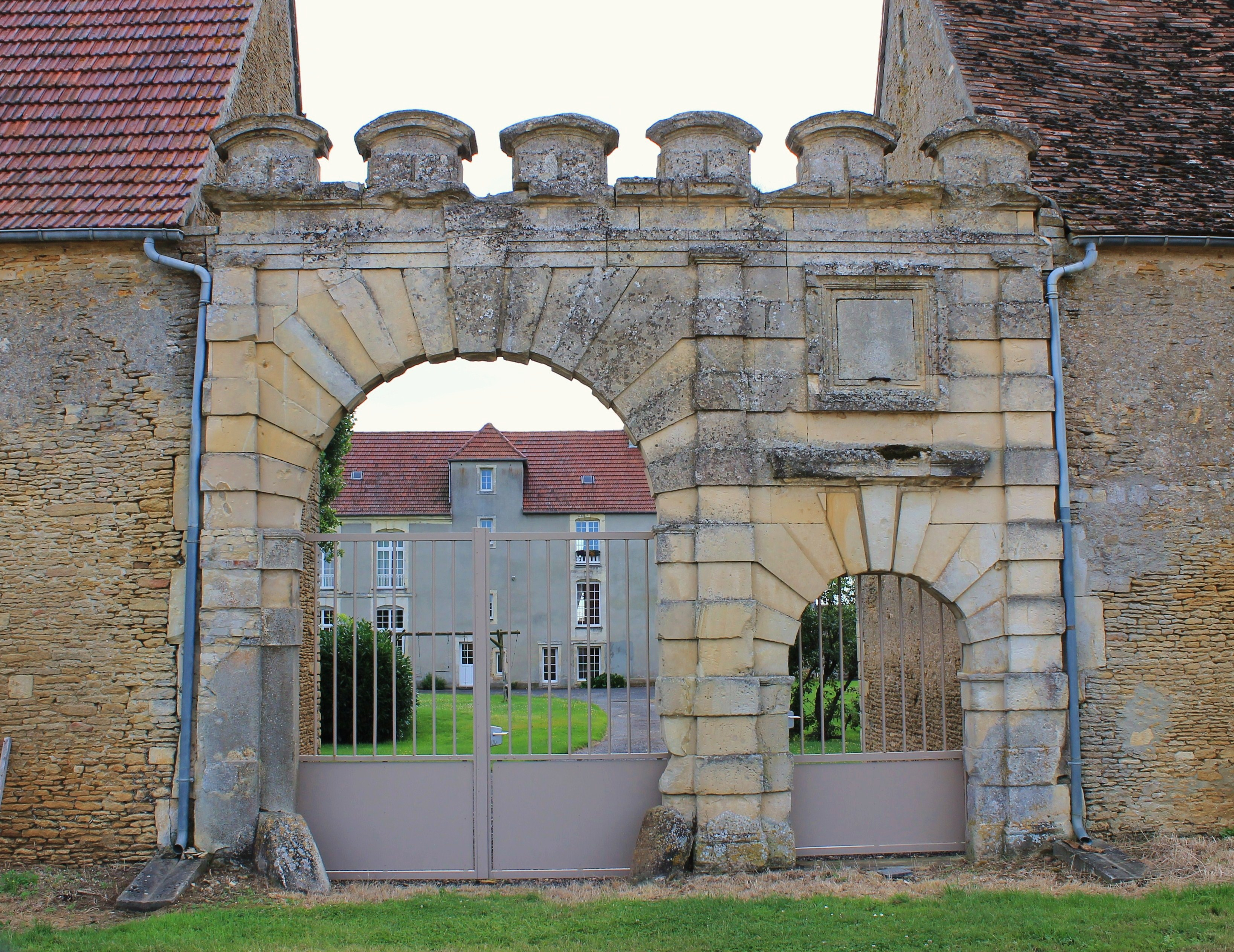
Schlösshofsportal